# Baraka
Baraka (arab. ‏بركة‎ baraka) – z arabskiego „błogosławieństwo”. Dar, jakim obdarzył proroka Mahometa Allah. Muzułmanie wierzą, że każdy prorok od Adama do Mahometa obdarzony jest podobną opieką, a ponadto nieomylnością w sprawach wiary. Dlatego też Mahometa nazywa się często al-insān al-kāmil (arab. ‏الانسان الكامل‎) (dosł. „człowiek doskonały”).
Baraka to starodawne słowo sufich. Oznacza błogosławieństwo, esencję życia, od której rozpoczyna się ewolucja.